# 昨天 今天 明天
昨天 今天 明天为赵本山、崔永元及宋丹丹在1999年中央电视台春节联欢晚会的一个小品节目。由于这个小品笑料十足，为赵本山拥有“小品大王”这个称号奠定了坚实的基础。 

## 关于
昨天今天明天是模仿崔永元“实话实说”的一个小品。在小品中，崔永元采访来自农村的两位“农民”“黑土（赵本山饰演）”和“白云（宋丹丹饰演）”。其中，黑土和白云是“没文化装有文化”的代表。

## 四部曲
昨天今天明天在后来的几届春节晚会中作为连续的形式连续出现（昨天今天明天、说事儿、策划及火炬手四部），也被成为“赵本山的第二部系列小品（前一部为“卖拐三部曲”）”。